# Antonio Amato
Molino e Pastificio Antonio Amato s.r.l. (fino al 2011 Antonio Amato & C. Molini e Pastifici s.p.a.) è un'azienda italiana specializzata nella produzione di pasta, con sede a Salerno, dove fu fondata nel 1958 da Antonio Amato.

## Storia

### Inizi

Il logo utilizzato dal 1958 al 2015

La storia del pastificio Antonio Amato ha inizio nel 1868, quando la famiglia Amato, originaria di San Cipriano Picentino, rileva l'impianto di produzione Rinaldo trasformandolo in Rinaldo&Amato per essere quindi assorbito nella nuova società Antonio Amato & C. Molini e Pastifici S.p.A., costituita a Salerno nel giugno del 1958.
Antonio Amato lascia presto la scuola per aiutare il padre Giuseppe nella conduzione di un piccolo negozio di generi alimentari e nel 1917 si trova a dirigere la ditta, a causa della prematura morte del genitore e della contemporanea presenza al fronte del fratello maggiore Emiliano. Nel Primo dopoguerra estende la sua attività commerciale vendendo anche prodotti per l'agricoltura (concimi chimici e anticrittogamici), mentre amplia il commercio di alimentari, in particolare pasta e farina.
Negli anni trenta installa un magazzino di vendita all'ingrosso a Salerno e filiali in tutta la provincia. Amato coglie i maggiori risultati di questo sviluppo durante la guerra: nel 1940 il Segretariato per l'Alimentazione lo incarica della distribuzione nel Salernitano dei generi alimentari soggetti a razionamento; nel 1943-1944 il Governo militare Alleato gli assegna la distribuzione nella provincia dei prodotti alimentari provenienti dagli Stati Uniti e dal Canada, e in particolare il grano, di cui Amato controlla la macinazione presso i mulini salernitani. L'ingresso nella produzione industriale non avviene però in questo settore, che sarà quello del suo impegno principale, bensì in quello farmaceutico, con la fondazione a Roma nel 1944, dopo la liberazione della città, dell'Istituto Chemioterapico Amato. La piccola fabbrica, che produce calcio, lecitina e altri ricostituenti, rimane in funzione fino al 1959.

### Pastifici di Gragnano e Salerno
Nel 1951, mentre espande l'attività dell'impresa commerciale, Amato decide di investire nel settore produttivo della macinazione del grano e nel pastificio. Rileva quindi le partecipazioni in due antiche fabbriche campane in difficoltà: a Gragnano, il pastificio Lucio Garofalo, uno dei maggiori della cittadina napoletana tradizionalmente specializzata in questa lavorazione; a Salerno, il molino e pastificio della Rinaldo & C., la seconda fabbrica salernitana del settore, fondata nel 1868.
Nel 1958 l'imprenditore fonda a Salerno la Società per azioni Antonio Amato & C.-Molini e Pastifici, con un capitale interamente sottoscritto dal fondatore e dai suoi familiari, il nipote Giuseppe e le figlie Maria e Anita; al primo impianto industriale affianca un nuovo grande stabilimento, nella zona industriale di Mercatello.
Nel 1961-1962 la chiusura del primo stabilimento coincide con la scelta di innovare tecnologicamente la dotazione impiantistica della fabbrica più recente, dove viene installato, per la prima volta in Italia, un moderno impianto Braibanti per la produzione della pasta: le nuove macchine automatiche consentono un abbattimento dei costi di produzione, perché richiedono la metà del lavoro operaio e riducono del 65% l'ingombro, ed effettuano tutte le fasi di lavorazione, dall'impasto all'essiccazione; la sequenza produttiva è completata con nuove linee meccaniche per il confezionamento automatico.
Analoga iniziativa di aggiornamento tecnologico è assunta nel pastificio Garofalo di Gragnano. In questa azienda Amato ricopre la Presidenza dal 1952 al 1974 e svolge un importante ruolo di supervisione, in accordo con Luigi Garofalo (il figlio del fondatore), che provvede alla gestione operativa, mentre la proprietà resta per il 50% a Garofalo e per il 50% alla figlia di Amato, Anita. Anche grazie alla sua azione, questo pastificio si ritaglierà nei decenni successivi un ruolo importante nel panorama dell'industria pastaria campana, risultando tra i primi produttori della regione e proponendo il suo marchio prima sul mercato interno e poi su quello estero.
Nel 1963-1964 Amato introduce nello stabilimento di Mercatello un moderno impianto molitorio, anch'esso all'avanguardia in Italia: un complesso completamente automatizzato per vagliare, pulire, lavare, condizionare (cioè permettere l'asportazione della crusca) e finalmente macinare il grano. In questo modo l'imprenditore porta a compimento il processo di progressivo aggiornamento tecnologico che, a partire dall'immediato dopoguerra, aveva trasformato del tutto le tradizionali lavorazioni di produzione molitoria e pastaria in un impianto capace di realizzare le maggiori economie di scala del settore nel panorama nazionale.
Amato dedica una personale e particolare cura alla scelta e al controllo della qualità del grano: quello tenero di produzione italiana e – per un terzo – di provenienza estera; quello duro prevalentemente di produzione meridionale. Il grano viene poi stipato in grandi silos di stoccaggio e quindi avviato alla macinazione. Il mulino comprende due impianti: quello del grano duro, per la produzione di semola destinata ad essere trasformata dalla stessa azienda (perciò non viene insaccata ed è condotta direttamente agli impianti di pastificazione); quella del grano tenero, per la produzione di farina destinata ai panifici, alle fabbriche e ai laboratori dolciari, ma in parte anche alla vendita al dettaglio. Nel complesso, alla metà degli anni sessanta il mulino di Mercatello raggiunge una potenzialità di macinazione di 2.500 quintali di grano al giorno, mentre la produzione di pasta – potenziata con altre macchine continue – si attesta intorno a 1.000 quintali nelle 24 ore, con l'impiego di circa 450 addetti. Negli anni successivi la produzione del pastificio cresce ulteriormente: la produzione complessiva comprende paste di semola, all'uovo e speciali, farine, semole e cruscami. L'incremento produttivo è accompagnato e sostenuto dallo sviluppo del settore distributivo dell'impresa, con l'ampliamento della rete commerciale: negli anni sessanta sono più di 30 i depositi e i concessionari sul territorio nazionale, con poco meno di 100 agenti di vendita.
L'espansione dell'impresa negli anni sessanta si rivela fondamentale nel mantenimento della produzione regionale campana ai vertici del settore nazionale. Nel 1970 la Campania è la seconda regione del Paese nella produzione di pasta (dopo l'Emilia), con il 16% sul totale nazionale, ad opera di una cinquantina di pastifici: circa un quarto di questa produzione proviene dalla Antonio Amato. Analoga è l'importanza dell'azienda nel settore della molitura.
Fin dalla metà degli anni quaranta il presidente Antonio Amato è affiancato nell'attività imprenditoriale dal nipote Giuseppe, nominato nel 1960 amministratore delegato dell'azienda.
Superata la crisi del settore dei primi anni settanta, l'azienda guidata dal fondatore e da Giuseppe Amato si mostra ancora capace di progresso, attraverso l'innalzamento del capitale sociale, l'introduzione di nuove linee produttive, l'ampliamento dello stabilimento molitorio e l'impiego complessivo di 600 dipendenti.
Antonio Amato muore nel 1979.
Negli anni ottanta, periodo in cui avviene la prima concentrazione dell'industria alimentare italiana, con la sparizione di 450 pastifici, l'Amato poteva finire alla Ifil di Umberto Agnelli che pensava a diversificare il prodotto. Ma l'allora presidente, Antonio Amato, rifiutò l'offerta dell'imprenditore piemontese, lasciando così il pastificio Amato autonomo. L'azienda crebbe ancora fino a diventare tra i maggiori pastifici d'Italia, con esportazioni in tutto il mondo: in tutta l'Europa, in Giappone, Medio Oriente, America del Nord e del Sud, Australia, Nuova Zelanda. Nel gennaio 2010 viene inaugurata la nuova linea produttiva ad alta capacità.

### Crisi e cambio di proprietà
Nel dicembre 2009 il Pastificio Amato blocca la produzione e annuncia la cassa integrazione per i suoi centoquaranta dipendenti a causa di gravi difficoltà economiche.
A metà gennaio dell'anno successivo la famiglia Amato sigla ufficialmente l'accordo per la cessione dell'intero pacchetto azionario all'imprenditore siciliano Giovanni Giudice, dopo una serie di trattative che avevano visto interessarsi anche Garofalo e Colussi all'acquisto del pastificio salernitano.
In febbraio a causa di crediti non pagati per oltre 1.600.000 euro due aziende di lavoro interinale hanno chiesto il fallimento della società, che ha presentato domanda di concordato preventivo presso il Tribunale di Salerno ottenendo parere positivo. Tuttavia sorgono subito nuovi problemi giudiziari in seguito ad un'inchiesta per frode fiscale della Procura di Salerno in relazione ad un giro di assegni messi in circolazione dopo la messa in liquidazione della vecchia società. Il 20 luglio 2011 il Tribunale di Salerno dichiara il fallimento della società Antonio Amato & C. Molini e Pastifici s.p.a., bocciando così l'ipotesi di concordato preventivo.
A seguito del crack dell'azienda vengono iscritti nel registro degli indagati con l'accusa di bancarotta fraudolenta dodici persone, tra le quali il presidente Antonio Amato, i suoi figli e l'ex-parlamentare Paolo Del Mese. Dopo la seconda asta indetta dal Tribunale fallimentare l'imprenditore siciliano Giovanni Giudice ottiene l'affitto del pastificio ma doveva successivamente rinunciare in seguito al ricorso della Procura della Repubblica del Tribunale di Salerno. Nella successiva gara d'acquisto, nel marzo 2012, si aggiudicava l'affitto del pastificio l'imprenditore napoletano Antonio Passarelli. Nel maggio 2012, dopo la rinuncia di Passarelli, il Pastificio Di Martino di Gragnano si aggiudica la nuova gara di affitto bandita dal Tribunale Fallimentare.
Il 28 giugno 2012 la Guardia di Finanza di Salerno esegue cinque ordinanze di custodia cautelare per reati fallimentari a carico di alcuni politici e dell'ex amministratore della società Giuseppe Amato. Il 1º aprile 2014 vengono iscritti nel registro degli indagati per bancarotta fraudolenta, l'ex presidente della fondazione Mps, Giuseppe Mussari, l'ex sindaco di Siena, Franco Ceccuzzi, l'ex presidente della commissione Finanze della Camera dei deputati Paolo Del Mese e 11 componenti del consiglio di amministrazione della Banca della Campania.

### Gestione Di Martino
Da maggio 2012 la Dicado S.r.l ha preso in gestione lo storico pastificio, rifondato con la denominazione Molino e Pastificio Antonio Amato s.r.l.
Dal 15 ottobre 2012 la pasta Antonio Amato ritorna sul mercato con i trenta formati principali del pastificio, distribuiti in 600 punti vendita italiani, australiani, sudafricani, canadesi, californiani, tedeschi e kuwaitiani. Alla fine dello stesso mese la pasta è stata presentata nello stand della famiglia Di Martino alla fiera di Parigi. Il 18 marzo 2014 il gruppo Di Martino acquisisce definitivamente il pastificio pagando il saldo finale di 13 milioni di euro.
Il 27 aprile 2015, nell'ambito di una conferenza stampa, sono state presentate tutte le novità per il rilancio del brand Antonio Amato, dal nuovo logo al rinnovato packaging fino alla presentazione dei nuovi prodotti e dei futuri progetti. I nuovi prodotti sono stati presentati al TuttoFood di Milano a maggio 2015; tra questi rientrano, oltre ai classici formati di pasta, anche pelati, olio, farine e pesce sott'olio. Da fine 2017 saranno introdotte sul mercato anche le linee integrali biologiche e senza glutine. Dal 2018 alla produzione si aggiungono le paste fresche ripiene e surgelate.

## Altre attività
Il pastificio Antonio Amato è stato, dal 1981 al 1992, lo sponsor ufficiale della Salernitana.
Dal 1999 fino al fallimento avvenuto nel 2010, è stato anche sponsor e fornitore ufficiale della nazionale di calcio dell'Italia campione del mondo nel 2006 e dal 2009, anche sponsor ufficiale della nazionale svizzera di sci.